# 岩間町
岩間町（いわままち）は、茨城県西茨城郡にあった町である。2006年3月19日に笠間市、西茨城郡友部町と合併し、（新）笠間市が成立したことにより廃止された。

## 地理
茨城県のほぼ中央に位置し、西北には愛宕山や難台山などのなだらかな山々が連なり、東部には涸沼川・巴川沿いに肥沃な水田、畑地、平地林が広がる。

### 隣接していた自治体
- 笠間市
- 石岡市
- 西茨城郡友部町
- 東茨城郡茨城町
- 東茨城郡美野里町

## 歴史
町名はかつて存在した岩間郷に由来する。

### 年表
- 1889年（明治22年）4月1日 - 町村制の施行により、岩間村が発足。
- 1895年（明治28年）11月4日 - 岩間駅が開業。
- 1923年（大正12年）3月1日 - 岩間村が町制施行し岩間町になる。
- 1953年（昭和28年）9月15日 - 「岩間町報」（現「広報いわま」）が創刊。
- 1954年（昭和29年）11月23日 - 南川根村と合併し、新たな岩間町が発足。
- 1982年（昭和57年）4月1日 - 国道355号（石岡市 - 笠間市）が制定。
- 1984年（昭和59年）3月27日 - 常磐自動車道岩間ICが供用開始。
- 2006年（平成18年）3月19日 - 笠間市・友部町と合併し、改めて笠間市が発足。同日岩間町廃止。

### 行政区域変遷
- 変遷の年表

| 岩間町町域の変遷（年表） | 岩間町町域の変遷（年表） | 岩間町町域の変遷（年表） |
| 年                       | 月日                     | 旧岩間町町域に関連する行政区域変遷 |
| ------------------------ | ------------------------ | --- |
| 1889年（明治22年）       | 4月1日                   | 町村制施行に伴い、岩間村・南川根村がそれぞれ発足。 - 岩間村 ← 岩間上郷村・岩間下郷村・吉岡新田・市野谷村・泉村・福島新田 - 南川根村 ← 押辺村・安居村・土師村 |
| 1923年（大正12年）       | 3月1日                   | 岩間村が町制施行し岩間町になる。 |
| 1954年（昭和29年）       | 11月23日                 | 南川根村と合併し、新たな岩間町が発足。 |
| 2006年（平成18年）       | 3月19日                  | 笠間市・友部町と合併し、改めて笠間市が発足。同日岩間町廃止。                                                                                                 |

- 変遷表

| 岩間町町域の変遷表 | 岩間町町域の変遷表 | 岩間町町域の変遷表  | 岩間町町域の変遷表 | 岩間町町域の変遷表  | 岩間町町域の変遷表      | 岩間町町域の変遷表     | 岩間町町域の変遷表 |
| 1868年 以前        | 1868年 以前        | 明治元年 - 明治22年 | 明治22年 4月1日    | 明治22年 - 昭和19年 | 昭和20年 - 昭和64年     | 平成元年 - 現在        | 現在               |
| ------------------ | ------------------ | ------------------- | ------------------ | ------------------- | ----------------------- | ---------------------- | ------------------ |
|                    | 岩間上郷村         | 岩間上郷村          | 岩間村             | 大正12年3月1日 町制 | 昭和29年11月23日 岩間町 | 平成18年3月19日 笠間市 | 笠間市             |
|                    | 岩間下郷村         |                     | 岩間村             | 大正12年3月1日 町制 | 昭和29年11月23日 岩間町 | 平成18年3月19日 笠間市 | 笠間市             |
|                    | 吉岡新田           |                     | 岩間村             | 大正12年3月1日 町制 | 昭和29年11月23日 岩間町 | 平成18年3月19日 笠間市 | 笠間市             |
|                    | 市野谷村           |                     | 岩間村             | 大正12年3月1日 町制 | 昭和29年11月23日 岩間町 | 平成18年3月19日 笠間市 | 笠間市             |
|                    | 泉村               |                     | 岩間村             | 大正12年3月1日 町制 | 昭和29年11月23日 岩間町 | 平成18年3月19日 笠間市 | 笠間市             |
|                    | 福島新田           |                     | 岩間村             | 大正12年3月1日 町制 | 昭和29年11月23日 岩間町 | 平成18年3月19日 笠間市 | 笠間市             |
|                    | 押辺村             | 押辺村              | 南川根村           | 南川根村            | 昭和29年11月23日 岩間町 | 平成18年3月19日 笠間市 | 笠間市             |
|                    | 上安居村           | 明治11年 安居村     | 南川根村           | 南川根村            | 昭和29年11月23日 岩間町 | 平成18年3月19日 笠間市 | 笠間市             |
|                    | 下安居村           | 明治11年 安居村     | 南川根村           | 南川根村            | 昭和29年11月23日 岩間町 | 平成18年3月19日 笠間市 | 笠間市             |
|                    | 土師村             |                     | 南川根村           | 南川根村            | 昭和29年11月23日 岩間町 | 平成18年3月19日 笠間市 | 笠間市             |

## 行政
- 町長：仲田昭一

名誉町民（元町長）
- 町長：梅里好文
- 町長：箕輪盛夫
- 町長：小沢福次郎
- 町長：鈴木 巌
- 町長：佐久間繁
- 町長：塩畑守正
- 町長：宮川 茂

## 経済

### 特産品
- 果実（栗、柿、梅、ぶどう、梨）
- 豚肉

## 地域

### 教育
- 中学校
  - 岩間町立岩間中学校
- 小学校
  - 岩間町立岩間第一小学校
  - 岩間町立岩間第二小学校
  - 岩間町立岩間第三小学校

### 電気
かつて岩間村には電燈会社があった。1916年（大正5年）2月に事業開始した。供給区域は岩間村。発電所は岩間村大字岩間（出力10kW）。1917年（大正6年）4月笠間電気に譲渡した。

## 姉妹都市・提携都市
- 和歌山県田辺市
  - 2001年（平成13年）友好都市提携

## 交通

### 鉄道
- 東日本旅客鉄道
  - ■常磐線
    - 岩間駅

### 道路
- 高速道路
- 常磐自動車道
  - 岩間IC
- 一般国道
  - 国道355号
    - 石岡岩間バイパス
- 主要地方道
  - 茨城県道30号水戸岩間線
  - 茨城県道43号茨城岩間線
- 一般県道
  - 茨城県道145号上吉影岩間線
  - 茨城県道280号南指原岩間停車場線

## 名所・旧跡・観光スポット・祭事・催事
- スカイロッジ（ログハウス）
- 岩間 あたご山桜まつり
- 岩間夏まつり
- 悪態祭り

## その他
- 岩間神信合氣修練会があり、合気道の町として知られる。